# Störstelle
Als Störstelle wird in der Festkörperphysik und Werkstoffwissenschaft ein fehlendes Atom (Leerstellen) oder ein Substitutionsatom (nulldimensionale Gitterfehler) in einem (hochreinen) Kristall bezeichnet, das heißt, sie sind eine Störung der regulären Kristallgitterstruktur.
Durch die Störung können lokal zusätzliche elektronische Energieniveaus entstehen. Im Fall von Halbleitern können diese im verbotenen Band liegen und so die elektronischen und optischen Eigenschaften entscheidend beeinflussen. Beispielsweise kann durch gezieltes Einbringen von Fremdatomen (Dotierung) die elektrische Leitfähigkeit um mehrere Größenordnungen erhöht werden, vgl. Störstellenleitung. Als potentielle Haftstelle und Rekombinationszentrum kann eine Störstelle aber auch die elektrische Leitfähigkeit verringern.

## Donatoren und Akzeptoren
Wie bereits erwähnt erhöht das Vorhandensein von Störstellen (anderer Wertigkeit) die Leitungseigenschaften von elektrischem Strom bei niedrigeren Temperaturen. Die Ursache dafür liegt in der Erzeugung von Zwischenniveaus in der Bandlücke des Halbleiters. Dabei werden zwei Arten von Störstellen unterschieden:
- Störstellen mit einem Valenzband-Elektron mehr als das Halbleiterelement werden als (Elektronen-)Donatoren (lateinisch donare = schenken) bezeichnet. Werden solche Fremdatome in den Halbleiter substituiert, d. h. mit den Halbleiteratomen ausgetauscht, so bringt jedes dieser Fremdatome (im Fall von Phosphor und Silicium) ein Elektron mit, das nicht für die Bindung benötigt wird und leicht abgelöst werden kann. Es bildet sich ein Störstellenniveau in der Nähe der unteren Energiekante des Leitungsbandes (Donatorniveau). Entsprechend dotierte Bereiche des Halbleiters werden als n-dotiert bezeichnet.
- Analog dazu werden als (Elektronen-)Akzeptoren (lat. accipere = annehmen) die Fremdatome bezeichnet, die ein Elektron weniger im Valenzband haben. Dieses Elektron fehlt für die Bindung zum Nachbaratom. Sie wirken als ein zusätzliches Defektelektron (Loch), welches leicht von Valenzbandelektronen besetzt werden kann – daher findet sich auch einigen Betrachtungen der Begriff Löcherdonatoren. Im Bänderschema liegt ein solches Störstellenniveau nahe oberhalb der Valenzbandkante (Akzeptorniveau). Entsprechend dotierte Bereiche des Halbleiters werden als p-dotiert bezeichnet.

Auch wenn beide Dotierungsarten die Leitfähigkeit (fast gleich) erhöhen, sind die zugrundeliegenden Mechanismen recht unterschiedlich:
- Bei Donatoren werden mit der Erhöhung der Temperatur zunehmend Elektronen von den Donatorniveaus ({\displaystyle E_{\mathrm {D} }}) in das Leitungsband angeregt (hier ist die Energiedifferenz {\displaystyle \Delta E_{\mathrm {D} }=E_{\mathrm {C} }-E_{\mathrm {D} }} die kleinste „Energielücke“). Im Leitungsband stehen sie nun für den Ladungstransport zur Verfügung. Zurück bleiben ortsfeste positiv geladene Haftstellen (sozusagen ortsfeste Defektelektronen).
- Im Gegensatz dazu werden bei Akzeptoren Elektronen aus dem Valenzband in die ortsfesten Akzeptorniveaus angeregt und gebunden (hier ist die Energiedifferenz {\displaystyle \Delta E_{\mathrm {A} }=E_{\mathrm {A} }-E_{\mathrm {V} }} die kleinste „Energielücke“). Zurück bleiben „freibewegliche“ positive Ladungen (Defektelektronen), die im Valenzband für den Ladungstransport verantwortlich sind (Majoritätsladungsträger).

Neben der zuvor beschrieben Unterscheidung werden Störstellen auch hinsichtlich der Lage ihrer Energieniveaus unterschieden:
- flache Störstellen besitzen eine geringe Energiedifferenz, sie befinden sich daher je nach Störstellenart in der Nähe des Valenz- bzw. des Leitungsbands.
- tiefe Störstellen, auch tiefe Zentren genannt, haben hingegen eine verhältnismäßig große Energiedifferenz, sie liegen im Bereich der Bandlückenmitte.

Je nach Materialkomposition kann eine Störstelle auch mehr als eine Haftstelle im Energieband erzeugen. Diese können sowohl als Donator- als auch als Akzeptorniveau wirken. Beispielsweise erzeugt Schwefel in einem Siliciumkristall ein Donatorniveau bei ED = 260 meV und ein Akzeptorniveau bei EA = 480 meV.
| Kristallmaterial | Bandabstand in eV | (Donatoren) {\displaystyle E_{\mathrm {D} }} in meV | (Donatoren) {\displaystyle E_{\mathrm {D} }} in meV | (Donatoren) {\displaystyle E_{\mathrm {D} }} in meV | (Akzeptoren) {\displaystyle E_{\mathrm {A} }} in meV | (Akzeptoren) {\displaystyle E_{\mathrm {A} }} in meV | (Akzeptoren) {\displaystyle E_{\mathrm {A} }} in meV | (Akzeptoren) {\displaystyle E_{\mathrm {A} }} in meV |
| Kristallmaterial | Bandabstand in eV | P                                                   | As                                                  | Sb                                                  | B                                                    | Al                                                   | Ga                                                   | In                                                   |
| ---------------- | ----------------- | --------------------------------------------------- | --------------------------------------------------- | --------------------------------------------------- | ---------------------------------------------------- | ---------------------------------------------------- | ---------------------------------------------------- | ---------------------------------------------------- |
| Si               | 1,12              | 45                                                  | 54                                                  | 39                                                  | 45                                                   | 67                                                   | 74                                                   | 160                                                  |
| Ge               | 0,67              | 12                                                  | 12,7                                                | 9,6                                                 | 10                                                   | 10                                                   | 10                                                   | 11                                                   |
|                  |                   | S                                                   | Te                                                  | Si                                                  | Be                                                   | Zn                                                   | Cd                                                   | Si                                                   |
| GaAs             | 1,42              | 6                                                   | 30                                                  | 5,8                                                 | 28                                                   | 31                                                   | 35                                                   | 35                                                   |

## Auswirkungen auf das Energiebändermodell

Zustandsdichten (farbig) in einem n-dotierten Halbleiter mit direktem Bandübergang. Energieniveau E_{D} der Dotieratome.

Durch die zusätzlichen Energieniveaus ergibt sich eine Verschiebung der Zustandsdichte und somit des Fermi-Niveaus {\displaystyle E_{\mathrm {F} }}, das nach der Fermi-Dirac-Statistik mit der Besetzungswahrscheinlichkeit ½ besetzt ist.
- Für n-dotierte Halbleiter liegt das Fermi-Niveau somit zwischen dem intrinsischen Fermi-Niveau {\displaystyle E_{\mathrm {i} }} und dem höher liegenden effektiven Donatorniveau {\displaystyle {E_{\mathrm {D} }}^{*}}:

{\displaystyle E_{\mathrm {i} }\leq E_{\mathrm {F} }\leq {E_{\mathrm {D} }}^{*}}
- Für p-dotierte Halbleiter verschiebt sich das Fermi-Niveau zu niedrigeren Energien, denn die unbesetzten Akzeptorniveaus liegen unterhalb des Fermi-Niveaus. Das neue Fermi-Niveau liegt daher zwischen dem effektiven Akzeptorniveau {\displaystyle {E_{\mathrm {A} }}^{*}} und dem intrinsischen Fermi-Niveau {\displaystyle E_{\mathrm {i} }}:

{\displaystyle {E_{\mathrm {A} }}^{*}\leq E_{\mathrm {F} }\leq E_{\mathrm {i} }}

## Isoelektronische Störstellen
Neben Fremdatomen mit einer unterschiedlichen Zahl an Außenelektronen können auch Fremdatome mit gleicher Anzahl von Außenelektronen wie das Atom, das sie ersetzen, in einen Halbleiter eingebracht werden. Diese Störstellen werden isoelektronische (bzw. isovalente) Störstellen genannt, beispielsweise Störstellen, die durch die Germanium-Dotierung eines Silicium-Kristalls entstehen.
Besonders bei vierwertigen Materialien kommt es dabei häufig zur Ausbildung zweier Störstellenniveaus, so erzeugt Germanium zwei Donatorniveaus im Silicium-Energieband, bei +0,5 eV (gemessen von der Valenzbandkante) und −0,27 eV (gemessen von der Leitungsbandkante). Da jedoch alle Valenzelektronen für die Bindung im Kristall benötigt werden, sind isoelektronische Störstellen neutral geladen.
Da sie Einfluss auf die optischen Eigenschaften von Halbleitern haben, werden isoelektronische Störstellen vor allem für optische Anwendungen eingesetzt. Ein bekanntes Beispiel sind Galliumphosphid-Kristalle (GaP), bei denen die Dotierung mit Stickstoff die Herstellung intensiv grün leuchtender Lumineszenzdioden ermöglicht.

## Anwendung
In der Halbleitertechnik sind Fremdatome mit anderer Wertigkeit technisch interessante Störstellen, beispielsweise Bor oder Phosphor für Silicium-Kristalle. Das gezielte Einbringen von Fremdatomen wird als Dotierung bezeichnet.
Übliche Konzentrationen bewegen sich dabei im Bereich von 1014 bis 1017 cm−3 (die Konzentration der Si-Atome selbst beträgt 5·1022 cm−3). Durch die relativ niedrigen Konzentrationen werden (auf den gesamten Kristall gesehen) die chemischen und kristallographischen Eigenschaften nur unwesentlich verändert.
Elektrisch haben diese Störstellen (anderer Wertigkeit) jedoch große Bedeutung. Sie erzeugen Haftstellen (engl. traps), ortsgebundene Energieniveaus im Bereich der Energielücke (Bandlücke) von Halbleitern, also im nicht von Elektronen besetzbaren Energiebereich zwischen dem Valenz- und dem Leitungsband. Auf diese Weise kann das Leitungsverhalten der Halbleiter gezielt beeinflusst werden. Durch die Störstellen sind auch bei tieferen Temperaturen mehr freie Ladungsträger vorhanden (als bei hochreinen Halbleitern), was zu einer höheren elektrischen Leitfähigkeit führt. Den zugehörigen Mechanismus bezeichnet man als Störstellenleitung – im Gegensatz dazu steht die Eigenleitung von intrinsischen (reinen) Halbleitern bei höheren Temperaturen.